# Phronia braueri
Phronia braueri es una especie de mosquito del género Phronia, categorizada en la tribu Mycetophilini, subfamilia Mycetophilinae.

## Distribución
Se distribuye por Europa: Reino Unido, Noruega, Finlandia, Estonia y Alemania.

## Taxonomía
Fue descrita por Dziedzicki en 1889.
Tratamiento taxonómico
La especie aparece registrada y publicada en Revue des espèces europeennes du genre Phronia Winnertz, avec la description des deux genres nouveaux: Macrobrachius et Megophthalmidia. Trudy Russk. Ent. Obshch. 23: 404-532, pls. 12-21.